# Hardcore techno
Hardcore eller hardcore techno (för att skilja det från hardcorepunk) är en musikstil inom elektronisk dansmusik som har sina rötter tidigt på mitten av 1990-talet i städer som Rotterdam och Frankfurt. Typiskt för genren är högt tempo (160–300 bpm) och distorterade synthtrummor. Hardcore techno har med tiden blivit ett brett begrepp och innefattar undergenrer som strikt talat inte är techno. I början av 1990-talet var det mycket vanligt med influenser från house. Genren kallades då ofta för hardcore house istället för hardcore techno. New Beat är den omedelbara föregångaren till hardcore techno/hardcore house och dess musikaliska undergenrer (vid denna tid känd som ravemusik).
Mescalinum Uniteds We Have Arrived från 1990 räknas ofta som en av de allra första låtarna inom hardcore. En av de mest karakteristiska komponenterna i hardcore/gabber dök först upp i spåret Anasthasia (1991) från T99. 

## Artister i urval
- Angerfist
- Miss K8
- Destructive Tendencies
- Deadly Guns
- Sefa
- Dr Peacock
- The Satan
- Partyraiser
- Andy The Core
- N-Vitral
- Repix
- Furyan
- D-Fence
- Mad Dog
- Anime
- Unresolved
- Evil Activites
- Shadowcore

## Undergenrer
- Breakcore
- Doomcore
- Darkcore
- Frenchcore

- Uptempo

- Gabber
- Happy Hardcore
- Noisecore
- Industrial Hardcore
- Old-Skool, även känt som Breakbeat Hardcore.
- Schranz
- Speedcore
- Terrorcore
- UK Gabber
- UK Hardcore, en modern form av Happy Hardcore